# Nicollet (cráter)

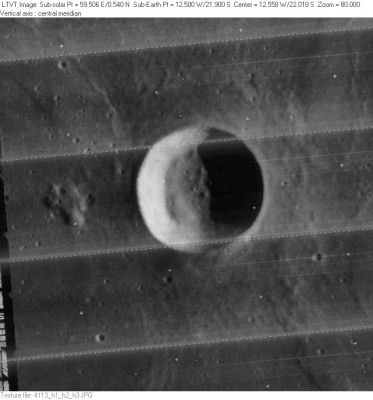
Fotografía de la misión Lunar Orbiter 4

Nichollet es un pequeño y aislado cráter de impacto situado sobre el Mare Nubium, un mar lunar localizado en el cuadrante suroeste de la Luna. Este impacto se halla al norte del cráter Pitatus, aproximadamente a medio camino entre Wolf al oeste y Birt al este.
Se trata de un cráter circular en forma de cuenco, con un borde elevado sobre la superficie de la llanura circundante de lava. Las paredes internas se inclinan hasta alcanzar la plataforma interior, abarcando aproximadamente la mitad del diámetro del cráter. Algunas dorsa se encuentran en la superficie del mare cercano, uniéndose con el borde exterior. Estas crestas lineales se observan mejor en condiciones de iluminación oblicua, cuando el terminador acaba de pasar más allá del cráter durante la fase creciente.

## Cráteres satélite
Por convención estos elementos son identificados en los mapas lunares poniendo la letra en el lado del punto medio del cráter que está más cercano a Nicollet.
|          | \| Nicollet \| Coordenadas \| Diámetro \| \| -------- \| ------------------------------ \| -------- \| \| B \| 20°06′S 13°30′O / -20.1, -13.5 \| 5 km \| \| D \| 23°12′S 12°12′O / -23.2, -12.2 \| 2 km \| |          |
| Nicollet | Coordenadas | Diámetro |
| B        | 20°06′S 13°30′O / -20.1, -13.5 | 5 km     |
| D        | 23°12′S 12°12′O / -23.2, -12.2 | 2 km     |